# Těšovice (ort i Tjeckien, Södra Böhmen)
Těšovice är en ort i Tjeckien.   Den ligger i regionen Södra Böhmen, i den sydvästra delen av landet, 120 km söder om huvudstaden Prag. Těšovice ligger 500 meter över havet och antalet invånare är 255.
Terrängen runt Těšovice är kuperad åt sydväst, men åt nordost är den platt. Runt Těšovice är det ganska glesbefolkat, med 42 invånare per kvadratkilometer. Närmaste större samhälle är Prachatice, 5,3 km söder om Těšovice. I omgivningarna runt Těšovice växer i huvudsak blandskog.